# Йоганн Якоб фон Чуді
Йоганн Якоб фон Чуді (нім. Johann Jakob von Tschudi; 25 липня 1818, Гларус, Швейцарія — 8 жовтня 1889, Ліхтенег, Австрія) — швейцарський натураліст, мандрівник, мовознавець і дипломат.

## Біографія
Чуді народився в муніципалітеті Гларус, Швейцарія і вивчав природничі науки та медицину в університетах міст Невшатель, Лейден і Париж. У 1838 році він вирушив до Перу, де пробув п'ять років, вивчаючи та збираючи рослини в Андах. 1843 року вирушив до Відня. У 1857—1859 роках Йоганн відвідав Бразилію та інші країни в Південній Америці. У 1860—1868 роках Чуді був послом Швейцарії в Бразилії і знову проводив час, досліджуючи країну і збираючи рослини для музеїв міст Невшатель, Гларус і Фрайбург. У 1868 році був направлений до Відня.

## Описані таксони
- Acanthistius pictus — вид окунеподібних родини Серранові (Serranidae).
- Aipysurus fuscus — вид лускатих родини Аспідові (Elapidae).
- Rhipidomys leucodactylus — вид гризунів родини Хом'якові (Cricetidae).
- Discoglossus sardus — вид безхвостих родини Повитухові (Alytidae).
- Leucophaeus modestus — вид птахів родини Мартинові (Laridae).

## Праці
- Untersuchungen über die Fauna Perus (St. Gall, 1844–47)
- Peruanische Reiseskizzen während der Jahre 1838–42 (2 vols., 1846)
- Die Ketchuasprache (2 vols., Vienna, 1853)
- Reise durch die Andes von Südamerika (Gotha, 1860)
- Die brasilianische Provinz Minas-Geraes (1863)
- Reisen durch Südamerika (5 vols., 1866–69)